# John C. Wright
John C. Wright (ur. 22 października 1961 w Chula Vista) – amerykański autor powieści science fiction i fantasy.
Jego powieść Orphans of Chaos była nominowana do Nagrody Nebula w 2005 roku.

## Twórczość[2]

### The Golden Age
- The Golden Age (2002)
- The Phoenix Exultant (2003)
- The Golden Transcendence (2003)

### War of the Dreaming
- Last Guardian of Everness (2004)
- Mists of Everness (2005)

### Chronicles of Chaos
- Orphans of Chaos (2005)
- Fugitives of Chaos (2006)
- Titans of Chaos (2007)

### Count to the Eschaton
- Count to a Trillion (2011)
- The Hermetic Millennia (2012)
- The Judge of Ages (2014)
- Architect of Aeons (2015)
- The Vindication of Man (2016)
- Count to Infinity (zapowiedź)

### Inne powieści
- Null-A Continuum (2008) – kontynuacja cyklu Null-A A.E. van Vogta